# Luciano Nezzo
Luciano Nezzo (Badia Polesine, 17 settembre 1856 – Urbino, novembre 1903) è stato un pittore e insegnante d'arte italiano.

## Biografia
Compì i primi studi a Badia Polesine e grazie al sostegno dell'amministrazione comunale e della locale Società Operaia, alla quale donò un ritratto di Garibaldi, poté frequentare l'Accademia di Belle Arti di Venezia.
Nel 1884 ottenne per concorso la cattedra di pittura all'Istituto di Belle Arti di Urbino, dove rimase per il resto della sua vita. 
Alla vigilia della sua partenza alla volta di Urbino, Nezzo donò alla Società Operaia di Badia Polesine un ritratto a olio di Giuseppe Garibaldi, in segno di gratitudine per quanto il sodalizio aveva fatto per la sua istruzione e formazione artistica.
Nel 1886 fu nominato socio dell'Accademia Raffaello.
Partecipò all'Esposizione Nazionale di Venezia del 1887 col dipinto Invitati a pranzo.
Nel 1891 a Brera espose il dipinto «E non finirà qui!», erroneamente battuto all'asta nel 2003 a Londra com il titolo The Thief (Il ladro).
Ebbe tra i suoi allievi più meritevoli Raffaello Giovanelli.

## Opere (parziale)
- Collezione privata:
  - Ritratto Serafini, 1903, olio su tela.
  - Il ladro, olio su tela.
- Forlì, Il tramonto, Palazzo del Governo.
- Fossombrone, Ritratto di Giulietta Cesarini, 1902, olio su tela, Museo "Quadreria Cesarini".
- Londra, Un cavadenti nasconde la chiave ad un paziente, olio su tela, Wellcome Collection.
- Urbino:
  - La Fede, 1889, olio su tela, Cappella Petrangolini, Cimitero monumentale di San Bernardino.
  - La Carità, 1889, olio su tela, Cappella Petrangolini, Cimitero monumentale di San Bernardino.
  - Ritratto d'uomo di profilo, olio su tela, Casa Natale di Raffaello.
  - Pala d'altare, chiesa di San Giovanni Battista di Crocicchia.
  - Sacra Famiglia, olio su tela.
- Ritratto di bambina con cerchio e bastone.